# كوبه فرانكلين
كوبه فرانكلين هو لاعب كرة قدم كندي في مركز الدفاع، ولد في 10 مايو 2003 في تورونتو في كندا.

## وصلات خارجية
- كوبه فرانكلين على موقع الدوري الأمريكي (الإنجليزية)
- كوبه فرانكلين على موقع قاعدة بيانات كرة القدم.إي يو (الإنجليزية)
- كوبه فرانكلين على موقع Soccerway.com (الإنجليزية)